# オール・ソウルズ・カレッジ (オックスフォード大学)
オール・ソウルズ・カレッジ （All Souls College、正式名称: The Warden and College of the Souls of all Faithful People deceased in the University of Oxford）は イギリス、オックスフォード大学のカレッジ。

## 著名なフェロー
- アイザイア・バーリン（政治哲学者、思想史家）
- マルコム・ボウイ（フランス文学者）
- ロビン・ブリッグス（歴史学者）
- ピーター・ブラウン（歴史家、古代史家）
- デイビッド・コート（作家）
- ジョージ・カーゾン（イギリス領インド総督、外務大臣、カーゾン線で知られる）
- ジェラルド・コーエン。哲学者、分析的マルクス主義の提唱者のひとり）
- Matthew d'Ancona（ジャーナリスト）
- David Dilks（国際関係学、リーズ大学教授
- Sheppard Frere（歴史学者、考古学者、ローマ帝国研究者）
- ロバート・ガスコイン＝セシル（ソールズベリー侯爵、イギリス首相）
- Reginald Heber（司教）
- クィンティン・ホッグ（セント・メリルボーンのヘイルシャム男爵、保守党の政治家）
- ジョン・フッド（オックスフォード大学副総長、前オークランド大学副総長）
- マイケル・ハワード（戦史学者）
- スーザン・ハーリー（哲学者）
- E・F・ジェイコブ（歴史家）
- キース・ジョセフ卿（法律家、政治家、保守党内閣大臣）
- トーマス・エドワード・ロレンス（アラビアのロレンス）
- トーマス・リネカー（ヒューマニスト、医師）
- コリン・ルーカス卿（オックスフォード大学副総長、英国図書館理事会員）
- ノエル・マルコルム（作家、歴史家、ジャーナリスト）
- フリードリヒ・マックス・ミュラー（文献学者、東洋学者）
- パトリック・ニール（貴族院の無所属議員）
- デレク・パーフィット（哲学者）
- アンソニー・クイントン（哲学者）
- サルヴパッリー・ラーダークリシュナン（初代インド副大統領、2代目インド大統領）
- ジョン・レッドウッド（保守党の政治家）
- A.L. Rowse（歴史家）
- Peter Salway（歴史家、ブリタンニア史家）
- アマルティア・セン（経済学者、1998年ノーベル経済学賞）
- Gilbert Sheldon（ロンドン司教、カンタベリー大司教）
- ジョセフ・E・スティグリッツ（アメリカの経済学者、ジョン・ベイツ・クラーク賞、ノーベル経済学賞受賞者）
- Adam Thirlwell（作家）
- Guenter Treitel卿（騎士）
- John Vickers卿（政治経済学者）
- William Waldegrave（内閣大臣、一代貴族）
- Richard Wilberforce（貴族院法服貴族）
- バーナード・ウィリアムズ卿（哲学者）
- 初代ハリファックス伯爵エドワード・フレデリック・リンドリー・ウッド（保守党の政治家、イギリス領インド総督）
- Llewellyn Woodward（歴史学者、近代史）